# Klasse van eiken- en beukenbossen op voedselarme grond
De klasse van eiken- en beukenbossen op voedselarme grond (Quercetea robori-petraeae) is een klasse van bosplantengemeenschappen die voorkomen op zure, oligotrofe zandgronden, en gedomineerd wordt door loofbomen en bladmossen.
De klasse telt in Nederland en Vlaanderen één onderliggende orde.

## Naamgeving en codering
- Duits: Bodensaure Eichen-Mischwälder und bodensaure Buchen-Wälder
- Engels: Acidophilous oak forests, Acidophilous mixed deciduous forests
- Syntaxoncode voor Nederland (rVvN): r45

De wetenschappelijke naam Quercetea robori-petraeae is afgeleid van de botanische namen van twee soorten binnen deze klasse, de zomereik (Quercus robur) en de kensoort wintereik (Quercus petraea).

## Fysiognomie
Deze bossen hebben in de Lage Landen meestal een eenvoudige vegetatiestructuur met een dichte, soortenarme boomlaag met dominantie van loofbomen, een weinig ontwikkelde struik- en kruidlaag, en een goed ontwikkelde moslaag met overwegend bladmossen en soms ook korstmossen.

## Ecologie
De klasse van eiken- en beukenbossen op voedselarme grond omvat gemengde loofbossen van overwegend zure, oligotrofe, droge tot vochtige zandgronden. Op zeer voedselarme grond en in jonge bossen is de ruwe berk dominant, de aanwezigheid van beuk wijst op oudere bosvegetatie op iets voedselrijkere, lemige grond.
Deze bossen zijn zeer algemeen en komen voor op alle dekzanden, in de duinen, op verdroogde veenbodems, aan de rand van lössplateaus en op vuursteenalluvium.
Eiken- beukenbossen ontstaan spontaan, maar op lange termijn, uit bossen van de klasse van naaldbossen. Op zandgronden is deze klasse een climaxvegetatie, en vormen ze dus een eindpunt in de natuurlijke successie.

## Onderliggende syntaxa in Nederland en Vlaanderen
De klasse van eiken- en beukenbossen op voedselarme grond wordt in Nederland en Vlaanderen vertegenwoordigd door maar één orde met twee verbonden.
- - orde van eiken- en beukenbossen op voedselarme grond (Quercetalia roboris)
    - zomereik-verbond (Quercion roboris)
      - hondstong-eikenbos (Cynoglosso-Quercetum roboris)
      - gaffeltandmos-eikenbos (Dicrano-Quercetum roboris)
      - berken-eikenbos (Betulo-Quercetum)
      - beuken-eikenbos (Fago-Quercetum)
      - bochtige smele-beukenbos (Deschampsio-Fagetum)
      - duin-eikenbos (Convallario-Quercetum dunense)

    - verbond van veldbies-beukenbossen (Luzulo-Fagion)
      - veldbies-beukenbos (Luzulo luzuloides-Fagetum)

### Romp- en derivaatgemeenschappen
- derivaatgemeenschap met Amerikaanse eik (DG Quercus rubra-[Quercetea robori-petraeae])
- derivaatgemeenschap met Pontische rododendron (DG Rhododendron ponticum-[Quercetea robori-petraeae])
- derivaatgemeenschap met Amerikaanse vogelkers (DG Prunus serotina-[Quercion roboris/Dicrano-Pinion])

- rompgemeenschap met pluimkambraam en smeulende kambraam (RG Rubus umbrosus-Rubus taxandriae-[Quercion roboris])
- rompgemeenschap met gewoon klauwtjesmos en gewoon gaffeltandmos (RG Hypnum cupressiforme-Dicranum scoparium-[Quercetea robori-petraeae])
- rompgemeenschap met gladde witbol (RG Holcus mollis-[Quercetea robori-petraeae])
- rompgemeenschap met gestreepte witbol en gewoon struisgras (RG Holcus lanatus-Agrostis capillaris-[Quercion roboris/Dicrano-Pinion])
- rompgemeenschap met zoete haarbraam en geplooide stokbraam (RG Rubus gratus-Rubus plicatus-[Quercion roboris/Dicrano-Pinion])
- rompgemeenschap met sierlijke woudbraam (RG Rubus bellardii-[Quercetea robori-petraeae])
- rompgemeenschap met bochtige smele (RG Avenella flexuosa-[Quercion roboris/Dicrano-Pinion])
- rompgemeenschap met pijpenstrootje (RG Molinia caerulea-[Quercion roboris/Dicrano-Pinion])

## Diagnostische taxa voor Nederland en Vlaanderen
De klasse is betrekkelijk soortenarm. In de onderstaande synoptische tabel staan de belangrijkste kensoorten voor deze klasse in Nederland en Vlaanderen.
Boomlaag
| Kentaxon | Presentie | Triviale naam | Botanische naam | Opmerking | Afbeelding |
| -------- | --------- | ------------- | --------------- | --------- | ---------- |
| kK       | 20 < 70%  | ruwe berk     | Betula pendula  |           |            |
| kK       | 0 < 40%   | wintereik     | Quercus petraea |           |            |

Struiklaag
geen kensoorten
Kruidlaag
geen kensoorten
Moslaag
| Kentaxon | Presentie | Triviale naam      | Botanische naam        | Opmerking                     | Afbeelding |
| -------- | --------- | ------------------ | ---------------------- | ----------------------------- | ---------- |
| kK       | 20 > 50%  | gewoon pluisjesmos | Dicranella heteromalla | ook van de pluisjesmos-klasse |            |

## Fotogalerij

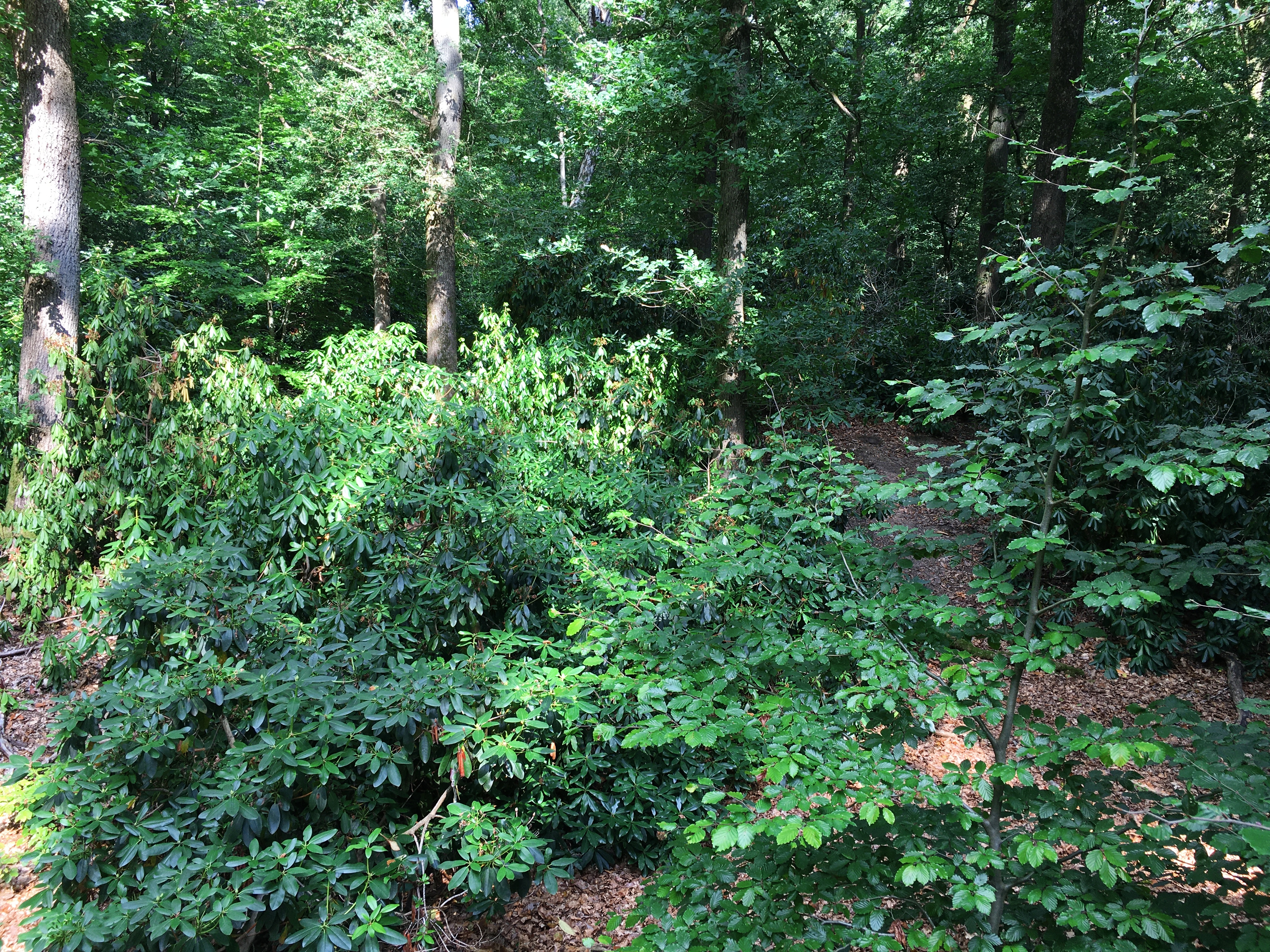
Derivaatgemeenschap met Pontische rododendron